# Xã Clarksfield, Quận Huron, Ohio
Xã Clarksfield (tiếng Anh: Clarksfield Township) là một xã thuộc quận Huron, tiểu bang Ohio, Hoa Kỳ. Năm 2010, dân số của xã này là 1.625 người.